# Bryce Dallas Howard
Bryce Dallas Howard (Los Angeles, Califòrnia, 2 de març de 1981) és una actriu, guionista i directora estatunidenca, filla del director Ron Howard. Va fer el seu debut com a actriu sota la direcció del seu pare en la pel·lícula Parenthood el 1989 i va passar a tindre alguns papers menors en pel·lícules i a fer aparicions en l'escenari els següents anys. Durant aquest temps ella també va assistir a la New York University (NYU), Tisch School of the Arts, després d'aconseguir la llicenciatura en Belles arts, i es va inscriure en escoles d'art dramàtic. Després de captar l'atenció de M. Night Shyamalan, este li va donar un paper en el que seria la seua primera pel·lícula com a protagonista, The Village (2004); i després a Lady in the Water (2006). La seua actuació en As You Like It (2006) li va valdre una nominació al Globus d'Or el 2008.
Howard va aconseguir més reconeixement per part del públic amb els seus papers en Spider-Man 3 (2007), Terminator Salvation (2009), The Twilight Saga: Eclipse (2010), The Help (2011), Jurassic World (2015) i en Jurassic World: El regne caigut (2018).

## Filmografia

### Pel·lícules
| Any  | Títol                                     | Paper                            | Notes                               |
| ---- | ----------------------------------------- | -------------------------------- | ----------------------------------- |
| 1989 | Parenthood                                | Xica rossa en el públic          |                                     |
| 1995 | Apollo 13                                 | Xica en vestit groc              |                                     |
| 2000 | How the Grinch Stole Christmas            | Surprised Who                    |                                     |
| 2001 | A Beautiful Mind                          | Estudiant de Harvard             |                                     |
| 2004 | Book of Love                              | Heather                          |                                     |
| 2004 | The Village                               | Ivy Elizabeth Walker             |                                     |
| 2005 | Manderlay                                 | Grace Margaret Mulligan          |                                     |
| 2006 | As You Like It                            | Rosalind                         |                                     |
| 2006 | Lady in the Water                         | Story                            |                                     |
| 2006 | Orchids                                   | —                                | Curtmetratge; coguionista, director |
| 2007 | Spider-Man 3                              | Gwen Stacy                       |                                     |
| 2008 | Good Dick                                 | Dona besant a algú               | Cameo                               |
| 2008 | The Loss of a Teardrop Diamond            | Fisher Willow                    |                                     |
| 2009 | Terminator Salvation                      | Katherine "Kate" Brewster Connor |                                     |
| 2010 | The Twilight Saga: Eclipse                | Victoria                         |                                     |
| 2010 | Hereafter                                 | Melanie                          |                                     |
| 2011 | The Help                                  | Hilly Holbrook                   |                                     |
| 2011 | 50/50                                     | Rachael                          |                                     |
| 2011 | Restless                                  | —                                | Productor                           |
| 2012 | The Twilight Saga: Breaking Dawn – Part 2 | Victoria                         | Imatges d'arxiu                     |
| 2015 | Jurassic World                            | Claire Dearing                   |                                     |
| 2015 | Soul Mates                                | —                                | Curtmetratge; director, guionista   |
| 2016 | Pete's Dragon                             | Grace Meacham                    |                                     |
| 2016 | Gold                                      | Kay                              |                                     |
| 2017 | McLaren                                   | Ella mateixa                     | Documental                          |
| 2018 | Jurassic World: El regne caigut           | Claire Dearing                   |                                     |
| 2019 | A Dog's Way Home                          | Bella                            | Veu                                 |
| 2019 | Rocketman                                 | Sheila Dwight                    |                                     |
| N/S  | Dads                                      | —                                | Documental; director                |
| N/S  | Swans of 5th Avenue                       | —                                | Productor                           |

### Televisió
| Any  | Títol                      | Paper                      | Notes                                                  |
| ---- | -------------------------- | -------------------------- | ------------------------------------------------------ |
| 2009 | Family Guy                 | Diversos personatges (veu) | Episodi: "We Love You, Conrad"                         |
| 2013 | Call Me Crazy: A Five Film | —                          | Pel·lícula per a televisió, director (segment: "Lucy") |
| 2014 | HitRecord on TV            | Diversos                   | 2 episodis                                             |
| 2016 | Black Mirror               | Lacie Pound                | Episodi: "Nosedive"                                    |
| 2018 | Arrested Development       | Ella mateixa               | Episodi: "Emotional Baggage"                           |
| 2019 | The Mandalorian            | —                          | Director de l'episodi 1.4                              |
| 2020 | The Mandalorian            | —                          | Director de l'episodi 2.3                              |

### Videojocs
| Any  | Títol                    | Paper          |
| ---- | ------------------------ | -------------- |
| 2015 | Lego Jurassic World      | Claire Dearing |
| 2015 | Lego Dimensions          | Claire Dearing |
| 2018 | Jurassic World Evolution | Claire Dearing |

### Vídeos musicals
| Any  | Títol           | Artista | Paper | Notes    |
| ---- | --------------- | ------- | ----- | -------- |
| 2013 | "Claudia Lewis" | M83     | —     | Director |